# Bradypodion caffrum
Bradypodion caffrum este o specie de cameleoni din genul Bradypodion, familia Chamaeleonidae, descrisă de Boettger 1889. Conform Catalogue of Life specia Bradypodion caffrum nu are subspecii cunoscute.